# Pat Metheny Group
Pat Metheny Group fue una banda de jazz estadounidense fundada en 1977 por el guitarrista y compositor Pat Metheny, junto con su colaborador principal, el tecladista y compositor Lyle Mays. Otros miembros de larga data fueron el bajista y productor Steve Rodby, de 1981 a 2010, el baterista Paul Wertico, de 1983 a 2001, el multiinstrumentista argentino Pedro Aznar, de 1983 a 1992, y el percusionista Antonio Sánchez, de 2002 a 2010. Además de un cuarteto central, a menudo se unieron al grupo una variedad de otros instrumentistas, que ampliaron su tamaño de seis a ocho músicos.

## Miembros
- Pat Metheny – guitarras acústicas y eléctricas, guitarra sintetizada (1977–2010)
- Lyle Mays – piano, sintetizadores (1977–2010, fallecido en 2020)
- Mark Egan – bajo eléctrico, bajo fretless (1977–1980)
- Danny Gottlieb – batería (1977–1982)
- Naná Vasconcelos – percusión, voces (1980–1982, 1986, fallecido en 2016)
- Steve Rodby – contrabajo, bajo eléctrico (1981–2010)
- Paul Wertico – batería (1983–2001)
- Pedro Aznar – voz, percusión, melódica, guitarras, saxo tenor, instrumentos varios (1983–1985, 1989–1991, 1992)
- David Blamires – voz, instrumentos varios (1986–1988, 1992, 1994–1997)
- Armando Marçal – percusión, voz (1987–1992, 1995–1996)
- Mark Ledford – voz, instrumentos varios (1987–1988, 1992, 1994–1998, fallecido en 2004)
- Nando Lauria – guitarras, voz, percusión,instrumentos varios (1988, 2005)
- Luis Conte – percusión (1994–1995)
- Philip Hamilton – voz, instrumentos varios (1997–1998)
- Jeff Haynes – percusión (1997–1998)
- Antonio Sánchez – batería, percusión (2001–2010)
- Richard Bona – percusión , voz, bajo eléctrico, guitarra acústica, instrumentos varios (2001–2004)
- Cuong Vu – trumpet, voz, guitarras, instrumentos varios (2001–2005)
- Grégoire Maret – armónica, voz, instrumentos varios (2003–2005)

## Discografía

### Álbumes de estudio
- Pat Metheny Group (1978)
- American Garage (1980)
- Offramp (1982)
- First Circle (1984)
- Still Life (Talking) (1987)
- Letter from Home (1989)
- We Live Here (1995)
- Quartet (1996)
- Imaginary Day (1997)
- Speaking of Now (2002)
- The Way Up (2005)

### Álbumes en vivo
- Travels (1983)
- The Road to You (1993)
- Epic-Live at the Bottom Line, NY 26 Sep 1978 Remastered (2015)

### Soundtracks
- The Falcon and the Snowman (1985)